# Attila József

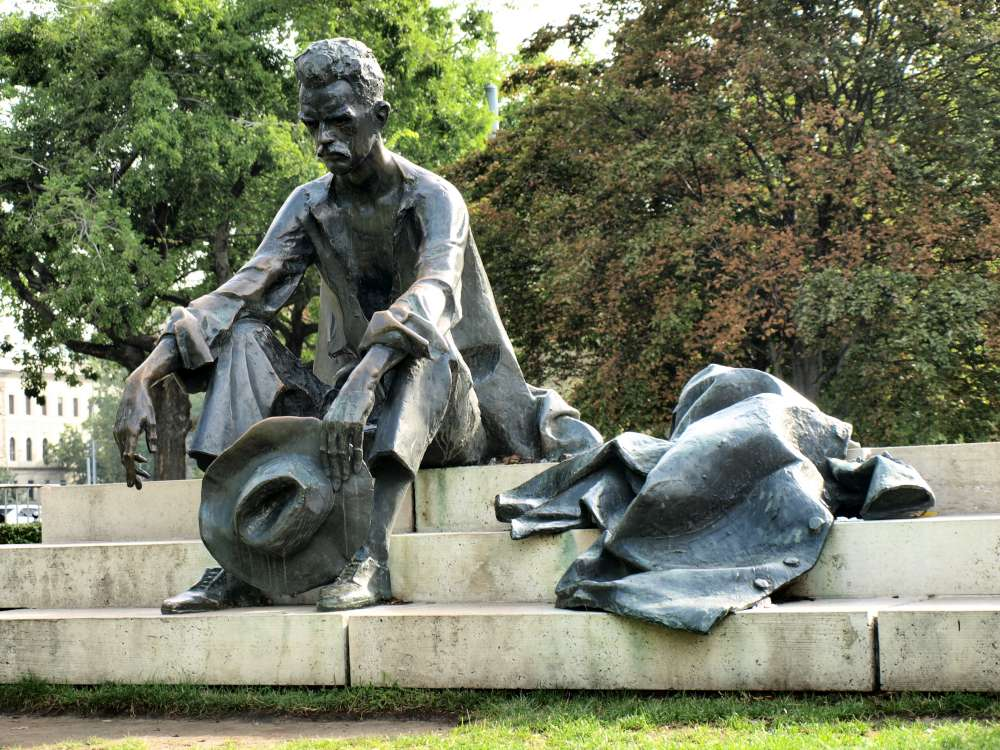
Estàtua d'Attila József, obra de László Marton, en la plaça Kossuth de Budapest.

Attila József (Budapest, 11 d'abril de 1905 - Balatonszárszó, 3 de desembre de 1937) és considerat un dels poetes més rellevants del segle XX en llengua hongaresa.

## Biografia
Attila József nasqué a Ferencváros (un suburbi marginal de Budapest), fill d'un obrer, Áron József, i d'una terrassana, Borbála Pőcze. Tenia dues germanes de més edat: Eta i Jolán. Llur pare els desemparà quan Attila tenia tres anys. Visqueren en una situació d'extrema pobresa: la mare, que amb prou feines podia mantenir els fills treballant de bugadera, ni tan sols podia pagar el lloguer del pis que ocupaven. A la fi, els joves passaren a disposició de la Lliga Nacional de Protecció de la Infància, i instruïts a càrrec de pares adoptius a Öcsöd, treballaren en una granja en condicions pèssimes, fet que propicià llur fugida i el consegüent retorn amb la seva mare a Budapest.
Llur situació experimentà un tombant imprevist el 1919, quan s'esdevingué la defunció de la mare als 43 anys. Arran d'aquest fet, Attila restà a càrrec del seu germanastre, Ödön Makai, jove que disposava de considerables béns econòmics, el qual accedí a fer-se càrrec de la seva educació en una escola secundària. Posteriorment, començà d'estudiar literatura hongaresa i francesa a la Universitat de Szeged amb ànim d'arribar a ser professor, però tal designi es veié frustrat per la seva expulsió a causa d'un poema que havia compost, "Tiszta szívvel" (Pur de cor), en què expressava una actitud provocativament nihilista i anarquitzant. Des d'aquell moment, Attila hagué de guanyar-se la vida gràcies a la seva activitat poètica. Durant la seva etapa universitària, amb l'ajut prestat pel seu benefactor, Lajos Hatvany, va poder viure algun temps a Àustria (1925) i a París (1926-27), on s'esmerçà en l'estudi de la literatura francesa, descobrí l'obra de François Villon, i va fer amistat amb Tristan Tzara i altres poetes surrealistes. Al mateix temps, llegia Marx, Hegel i Lenin, i es va fer membre de la Unió Anarquista.
En tornar a Hongria, s'instal·là a Budapest, on va haver de ser hospitalitzat per la seva neurastènia agreujada per un amor no correspost. Les seves idees polítiques es van radicalitzar ràpidament, i a partir del 1930 la protesta política ocupa un lloc creixent en la seva obra. József s'uní al Partit Comunista, aleshores clandestí (fet que li provocà nombrosos problemes amb les autoritats), i posteriorment en fou exclòs per dissensions teòriques. D'altra banda, començà a mostrar símptomes d'esquizofrènia. Morí el 3 de desembre de 1937, a la precoç edat de 32 anys, a Balatonszárszó, atropellat per un tren. Avui dia existeix un memorial en honor seu prop del lloc on s'esdevingué l'accident. La versió més estesa d'aquest consisteix en la hipòtesi que apunta al suïcidi d'Attila József, malgrat que certs experts creuen que va ser un fet merament atzarós.

## Obres
- Szépség koldusa (El captaire de bellesa), 1922.
- Nem én kiáltok (No sóc jo qui crida), 1924.
- Nincsen apám, se anyám (No tinc pare, ni mare), 1929.
- Külvárosi éj (Nit del suburbi), 1932.
- Medvetánc (La dansa de l'os), 1934.
- Nagyon fáj (Fa molt de mal), 1936.

## Traduccions al català
- Attila József, Poemes / Versek (versió d'Eduard J. Verger i Kálmán Faluba), Ed. Gregal Llibres, València, 1987.